# Въоръжени сили на Швейцария
Швейцарската армия (немски: Schweizer Armee, френски: Armée suisse, италиански: Esercito svizzero, ретромански: Armada svizra, официално название на английски: Swiss Armed Forces) представлява въоръжените сили на Швейцарската конфедерация. Армията включва щабквартира (с два щаба), два вида въоръжени сили (сухопътни войски и военновъздушни сили, като страна без излаз на море Швейцария няма ВМС), две единни организации за оперативна и тилова поддръжка (свързочно и логистично командване) и една организация, обединяваща военнообразователните структури (Висше кадрово обучение на Армията).
Армията разчита на голям брой наборници (военната повинност не е отменена, за разлика от повечето европейски държави). Граничната охрана се осъществява от военизиран Граничен охранителен корпус към Министерството на финансите, а не от въоръжените сили. Шеф на армията е корпусен командант Андре Блатман. Швейцарската армия има дълбоки военни традиции, дълга история и утвърден международен престиж.

## Военна история
Военното дело е неотменна и основна част от историята на Швейцарската конфедерация, то я предхожда и всъщност е катализатор за формирането ѝ. Предвид централното разположение на Швейцария на континента тя е със стратегическо значение още от Древността. Разположените на тези територии римски легиони пазят Апенинския полустров от набезите на варварските народи – първо келтите, а след тях и готите. Тези гарнизони стават центровете, около които възникват най-старите швейцарски градски селища. По-късно настъпват размирните Тъмни векове на ранното Средновековие и разпокъсването на политическата карта на Европа, комбинирано с трудната дотъпност на Алпите води до изолация на алпийските общности и на уникален път за развитие, за голяма част от тях встрани от феодалните порядки на останалата част на континента.
Когато политическата сила на Хабсбургите и Хоенщауфените в Централна Европа се централизира и засилва те предприемат военни походи, за да препотвърдят номиналната си власт над швейцарците. Швейцарските кантони започват да се обединяват пред външната заплаха и именно военната взаимопомощ за отразяването на външна агресия, скрепена с клетвен съюз между кантоните Ури, Швиц (от който идва и името Швейцария) и Унтервалден от 1291 г. се счита за рождението на швейцарската държавност. Хабсбургите претърпяват няколко значителни поражения, които предизвикват изненада в целия континент, тъй като по това време армията на Свещената римска империя е смятана за най-силната в Европа. Извоюваната репутация води нови и нови алпийски кантони в рамките на Конфедерацията, а също така и прави швейцарските войници желани наемници в армиите на европейските монарси. Те се бият доблестно и високоефективно за своите работодатели, макар че швейцарски наемни войскови контингенти в случаи, когато са в два противникови лагера на бойното поле отказват да воюват помежду си. Практиката на наемничеството става толкова честа, че кантоните започват да я забраняват със закони. Преминаването на европейските армии от наемни към наборни до голяма степен я прекратява, макар швейцарски гвардейци на френска служба да бранят крал Луи XVI при щурма на двореца Тюйлери, а до днес личната почетна гвардия на Папата е съставена от бивши швейцарски военнослужещи от католическите кантони.
Военните конфликти между кантоните са изключително редки, но все пак има такива случаи, последният от 1849 г. основно между протестантските и католическите кантони. Швейцария поддържа дългогодишна политика на въоръжен неутралитет. Тя го запазва и през двете световни войни. Изолираността на страната по време на Първата световна война довежда до продоволствена криза и за да бъде избегната такава ситуация в бъдеще се стига до куриозната ситуация континентална страна като Швейцария, без излаз на море или океан все пак да разполага с мореходен търговски флот, базиран в пристанищата на Базел на река Рейн. През Втората световна война страната също запазва неутралитета си, както и през Студената война – междублоковото противопоставяне между капиталистическия и социалистическия лагер. Швейцария не взема страна, но неутралитетът ѝ става причина Конфедерацията да стане арена за игрите на разузнавателните служби на двата лагера, както и предпочитано местоположение за размяна на заловени шпиони.
След края на Студената война и настъпилото разведряване, в условията на намаляващи военни разходи, Швейцарската армия се преориентира основно към вътрешни мисии за помощ на населението при бедствия и аварии и външни мисии за мироопазване и стабилизация.

## Висша административна структура
Държавното устройство на Швейцарската конфедерация е доста своеобразно, както от останалите европейски държави, така и в световен план. Швейцария е федерация от 26 кантона, в която отбраната е прерогатив на федералните власти. Страната е парламентарна република, в която липсва разграничението между правителство и държавен глава, тъй като седемчленният Федерален съвет (Bundesrat) изпълнява и двете функции. Постът на федерален президент на Швейцария е напълно церемониален, срокът на мандата е една година и съществува единствено с цел отделен член на Съвета да представлява колективния орган в задгранични визити. В рамките на Швейцария седемте федерални съветници (официалното название на членовете му, на немски език използваното название също е Bundesrat) са напълно равнопоставени. Наред с това всеки един от федералните съветници е едновременно и федерален министър със свой ресор. В случая на въоръжените сили това е федералният съветник с ресор Федералния департамент за отбрана, гражданска защита и спорт (немски: Eidgenössisches Departement für Verteidigung, Bevölkerungsschutz und Sport, френски: Département fédéral de la défense, de la protection de la population et des sports, италиански: Dipartimento federale della difesa, della protezione della popolazione e dello sport, ретромански: Departament federal da defensiun, protecziun da la populaziun e sport), официалното название на министерството.
ФЕДЕРАЛЕН ДЕПАРТАМЕНТ ЗА ОТБРАНА, ГРАЖДАНСКА ЗАЩИТА И СПОРТ (Берн)
- Генерален секретариат (Generalsekretariat (GS-VBS))
- Върховен одит (Oberauditorat (OA))
- Разузнавателна служба на Конфедерацията (Nachrichtendienst des Bundes (NDB))
- Федерална служба за въоръжения (Bundesamt für Rüstung (armasuisse))
- Федерална служба за национална топография (Bundesamt für Landestopografie (swisstopo))
- Отдел „Отбрана“ (Швейцарска армия) (Bereich Verteidigung (Schweizer Armee))
  - Армейски щаб (Armeestab (A Stab))
  - Команден щаб на Армията (Führungsstab der Armee (FST A))
  - База за командна поддръжка (Führungsunterstützungsbasis (FUB))
  - Висше кадрово обучение на Армията (Höhere Kaderausbildung der Armee (HKA))
  - Логистична база на Армията (Logistikbasis der Armee (LBA))
  - Вид въоръжени сили военновъздушни сили (Teilstreitkraft Heer (HE))
  - Вид въоръжени сили сухопътни войски (Teilstreitkraft Luftwaffe (LW))
- Федерална служба за гражданска защита (Bundesamt für Bevölkerungsschutz (BABS) (малък административен отдел с 311 служители) (Берн)
  - Отдел „Концепция и координация“ (Geschäftsbereich Konzeption und Koordination)
  - Отдел „Обучение (за гражданска защита)“ (Geschäftsbereich Ausbildung (Zivilschutzausbildung))
  - Отдел „Инфраструктура“ (Geschäftsbereich Infrastruktur) (отговаря за укритията)
  - Отдел „Поддръжка“ (Geschäftsbereich Support)
  - Лаборатория за гражданска защита „Шпийц“ (Labor Spiez) (Латинген край Шпийц)
  - Национална централа за оповестяване (Nationale Alarmzentrale) (Цюрих)
  - Федерален учебен център Шварценбург (Eidgenössische Ausbildungszentrum Schwarzenburg (EAZS)) (Шварценбург)
- Федерална служба за спорт (Bundesamt für Sport (BASPO)) (малък административен отдел с 406 служители)
  - Федерална спортна гимназия Маглинген (Eidgenössische Hochschule für Sport Magglingen (EHSM))
  - Отдел „Спортна политика и ресурси“ (Sportpolitik und Ressourcen)
  - Отдел „Спорт за младежи и възрастни“ (Jugend- und Erwachsenensport)
  - Национален младежки спортен център Тенеро (Nationales Jugendsportzentrum Tenero (CST))
  - Отдел „Инфраструктура и дейности“ (Infrastruktur und Betrieb)

#### Армейско командване (Група „Отбрана“ на Министерството)
- Шеф на Армията (Chef der Armee, CdA, Корпусен комендант (KKdt) Андре Блатман)
- Щабквартира на Армията (Hauptquartier der Armee):
  - Армейски щаб (Armeestab (A Stab):
    - Шеф на Армейския щаб (Chef Armeestab) (дивизионер)
    - Проектен ръководител „Перспективно развитие на Армията“ (Projektleiter Weiterentwicklung der Armee (PL WEA)) (бригадир)
    - Шеф на Личния щаб на Шефа на Армията (Stabschef CdA) (бригадир)
    - Началник-щаб на Армейския щаб (Stabschef Armeestab (StCh A Stab)) (бригадир) 
      - Отдел „Планиране“ (Armeeplanung) (бригадир, Заместник началник-щаб)
      - Отдел „Оперативно обучение“ (Operative Schulung) (бригадир) 
      - Отдел „Международни отношения в сферата на отбраната“ (Internationale Beziehungen Verteidigung (V)) (бригадир)
      - Отдел „Персонал“ (Personal V) (цивилно лице)
      - Отдел „Финанси“ (Finanzen V) (цивилно лице)
      - Отдел „Недвижими имоти“ (Immobilien V) (цивилно лице)
      - Отдел „Информационна и обектова сигурност“ (Informations- und Objektsicherheit (IOS)) (цивилно лице)

  - Команден щаб на Армията (Führungsstab der Armee (FST A)): 
    - Шеф на Командния щаб на Армията (Chef Führungsstab der Armee (Ch FST A)) (дивизионер) 
    - Заместник-шеф на Командния щаб на Армията (Stellvertreter Chef FST A / Stabschef) (бригадир, началник-щаб)
      - Отдел „Операции“ (Operationen (J3)) (полковник от ГЩ) 
      - Отдел „Поддръжка“ (Unterstützung (FGG 4/6)) (цивилно лице)
      - Отдел „Обучение“ (Ausbildung (FGG 7)) (полковник от ГЩ)

    - Отдел „Персонал“ (Personelles der Armee (FGG 1)) (бригадир) 
    - Отдел „Военно разузнаване“(Militärischer Nachrichtendienst (FGG 2)) (бригадир)
    - Компетентен център за ЯХБЗ (Kompetenzzentrum ABC-KAMIR) (полковник от ГЩ)
    - Компетентен център за разузнаване (Kompetenzzentrum SWISSINT) (полковник от ГЩ)
    - Служба военна сигурност (Военна полиция) (Militärische Sicherheit) (бригадир)
      - Командване и щаб на Служба военна сигурност (Kommando und Stab Militärische Sicherheit) (Берн)
      - Регион на военната полиция 1 (Région Police Militaire 1 (Rég PM 1)) (Пейерн) (покрива кантоните VD, FR, VS, NE, JU и GE)
        - Отдел военна криминална полиция 1 (Police judiciaire militaire 1 (Pol jud mil 1))
        - Рота военна полиция 11 (Companie Police Militaire 11 (Cie MP 11))
        - Рота военна полиция 12 (Companie Police Militaire 12 (Cie MP 12))
        - Учебен център Запад (Centre d'instruction Ouest (Cen instr Ouest))

      - Регион на военната полиция 2 (Militärpolizei Region 2 (MP Reg 2)) (Берн) (покрива кантоните AG, BS, BL, BE и SO)
        - Отдел военна криминална полиция 2 (Militarische Kriminalpolizei 2 (Mil Kripo 2))
        - Рота военна полиция 21 (Militärpolizeikompanie 21 (MP Kp 21))
        - Рота военна полиция 22 (Militärpolizeikompanie 22 (MP Kp 22))

      - Регион на военната полиция 3 (Militärpolizei Region 3 (MP Reg 3)) (Зарнен) (покрива кантоните UR, SZ, NW, OW, LU, ZG и TI)
        - Отдел военна криминална полиция 3 (Militarische Kriminalpolizei 3 (Mil Kripo 3))
        - Рота военна полиция 31 (Militärpolizeikompanie 31 (MP Kp 31))
        - Рота военна полиция 32 (Militärpolizeikompanie 32 (MP Kp 32))
        - Учебен център Център (Ausbildungszentrum Mitte (AZ Mitte))

      - Регион на военната полиция 4 (Militärpolizei Region 4 (MP Reg 4)) (Мелс) (покрива кантоните AR, AI, GL, GR, SG, SH, TG и ZH)
        - Отдел военна криминална полиция 4 (Militarische Kriminalpolizei 4 (Mil Kripo 4))
        - Рота военна полиция 41 (Militärpolizeikompanie 41 (MP Kp 41))
        - Рота военна полиция 42 (Militärpolizeikompanie 42 (MP Kp 42))
        - Учебен център Изток (Ausbildungszentrum Ost (AZ Ost))

      - резервни формирования:
        - Служба за сигурност на военната полиция (Sicherheitsdienst Militärpolizei (SDMP)) (контра-разузнаване)
        - Охранителен отряд на Федералното събрание (Schutzdetachement Bundesrat (SDBR))
        - Батальон военна полиция 1 (резервен) (Militarpolizeibataillon 1 (MP Bat 1))
        - Батальон военна полиция 2 (резервен) (Militarpolizeibataillon 2 (MP Bat 2))
        - Батальон военна полиция 3 (резервен) (Militarpolizeibataillon 3 (MP Bat 3)) (Reserve) (учебен)

    - Командване специални сили (Kommando Spezialkräfte) (полковник от ГЩ)
      - Щаб на КСС (Stab KSK) (професионални военни и резервисти)
      - Щабна рота на КСС (Stabskompanie KSK) (резервисти)
      - Армейски разузнавателен отряд 10 (Armee-Aufklärungsdetachement 10 (AAD 10)) (професионални военни)
      - Парашутна разузнавателна рота 17 (Fallschirmaufklärer Kompanie 17 (Fsch Aufkl Kp 17)) (резервисти)
      - Гренадирски батальон 20 (Grenadier Bataillone 20 (Gren Bat 20)) (резервисти)
      - Гренадирски батальон 30 (Grenadier Bataillone 30 (Gren Bat 30)) (резервисти)
      - Гренадирски батальон 40 (Grenadier Bataillone 40 (Gren Bat 40)) (резервисти, учебен)
      - Специален отряд на Военната сигурност (военната полиция) (Spezialdetachement der Militärischen Sicherheit (MP Spez Det)) (професионални военни)
      - Специализиран отряд за въздушен транспорт (Spezialisiertes Lufttransportdetachement) (професионални военни, в състава на ВВС)
      - Учебен център за специални сили (Ausbildungszentrum Spezialkräfte (AZSK)) (професионални военни и резервисти)

  - Сухопътни войски (Heer)
    - Компетентен център за планинска служба (Kompetenzzentrum Gebirgsdienst) (полковник от ГЩ)

  - Военновъздушни сили (Luftwaffe)
  - База за командна поддръжка (Führungsunterstützungsbasis (FUB))
  - Логистична база на Армията (Logistikbasis der Armee (LBA))
  - Висше кадрово обучение на Армията (Höhere Kaderausbildung der Armee (HKA))

## Оперативна структура

### Сухопътни войски (Heer)
- Комендант на сухопътните войски (Kommandant Heer, корпусен комендант (KKdt) Доминик Андрей)
- Щаб на сухопътните войски (Heeresstab)
  - учебни подразделения на щабно подчинение (бригадни еквиваленти):
    - Учебно подразделение Пехота (Lehrverband Infanterie) 
    - Учебно подразделение Бронетанкови войски / Артилерия (Lehrverband Panzer / Artillerie) 
    - Учебно подразделение Инженерно дело / Спасяване (Lehrverband Genie / Rettung) 
    - Учебно подразделение Логистика (Lehrverband Logistik) 

  - Териториални региони (дивизионни еквиваленти, координират действията за помощ на населението при бедствия и аварии, отговарят за мобилизационната готовност на резервистите, стопанисват военните полигони и стрелбищата на сухопътните войски)
    - Териториален регион 1 (Région territoiale 1) (Зап. Швейцария, отговаря за кантоните Женева, Во, Ньошател, Юра, Фрибур, Берн и Вале)
      - Командване на Териториален регион 1 (Commandement de la région territoire 1 (Com Reg Ter 1)) (Морж)
      - Щаб на Териториален регион 1 (Etat-major de la région territoire 1 (EM Reg Ter 1))
      - Координационен пункт 1 (Centre de coordination 1 (CC 2))
      - кантонални териториални щабове за връзка (Etats-majors cantonaux de liaison territoriale)
      - Батальон за командна поддръжка 21 (Bataillon d’aide au commandement 21 (Bat aide com 21))
      - Батальон за помощ при бедствия и катастрофи 1 (Bataillon d’aide en cas de catastrophe 1 (Bat acc 1))
      - Батальон за помощ при бедствия и катастрофи 34 (Bataillon d'aide en cas de catastrophe 34 (Bat acc 34))
      - Батальон за помощ при бедствия и катастрофи 13 (резервен) (Bataillon d'aide en cas de catastrophe 13 (Reserve) (Bat acc 13 (R)))
      - Инженерен щаб на Армията 1 (Etat-major d'ingénieurs de l'armée 1 (EM ing 1))

    - Териториален регион 2 (Territorialregion 2) (Сев.-зап. Швейцария, отговаря за кантоните Базел-град, Базел-окръг, Золотурн, Ааргау, Люцерн, Обвалден и Нидвалден)
      - Командване на Териториален регион 2 (Kommando Territorialregion 2 (Kdo Ter Reg 2)) (Кринс)
      - Щаб на Териториален регион 2 (Stab Territorialregion 2 (Stab Ter Reg 2))
      - Координационен пункт 2 (Koordinationsstelle 2 (KS 2))
      - кантонални териториални щабове за връзка (kantonale Territorialverbindungsstäbe)
      - Батальон за командна поддръжка 22 (Führungsunterstützungsbataillon 22 (FU Bat 22))
      - Батальон за помощ при бедствия и катастрофи 2 (Katastrophenhilfebataillon 2 (Kata Hi Bat 2))
      - Инженерен батальон 6 (Geniebataillon 6 (G Bat 6))
      - Военен оркестър на Териториален регион 2 (Spiel von dem Territorialregion 2 (Spiel Ter Reg 2))

    - Териториален регион 3 (Territorialregion 3) (Югоизт. Швейцария, отговаря за кантоните Цуг, Швиц, Ури, Тичино и Граубюнден)
      - Командване на Териториален регион 3 (Kommando Territorialregion 3 (Kdo Ter Reg 3)) (Алтдорф)
      - Щаб на Териториален регион 3 (Stab Territorialregion 3 (Stab Ter Reg 3))
      - Координационен пункт 3 (Koordinationsstelle 3 (KS 3))
      - кантонални териториални щабове за връзка (kantonale Territorialverbindungsstäbe)
      - Батальон за командна поддръжка 23 (Führungsunterstützungsbataillon 23 (FU Bat 23))
      - Батальон за помощ при бедствия и катастрофи 3 (Katastrophenhilfebataillon 3 (Kata Hi Bat 3))
      - Инженерен батальон 9 (Geniebataillon 9 (G Bat 9))
      - Батальон за помощ при бедствия и катастрофи 24 (резервен) (Katastrophenhilfebataillon 24 (Reserve) (Kata Hi Bat 24 R))
      - Инженерен батальон 12 (резервен) (Geniebataillon 12 (Reserve) (G Bat 12 R))

    - Териториален регион 4 (Territorialregion 4) (Сев.-изт. Швейцария, отговаря за кантоните Цюрих, Шафхаузен, Тургау, Санкт Гален, Гларус, Вътрешен Апенцел и Външен Апенцел)
      - Командване на Териториален регион 4 (Kommando Territorialregion 4 (Kdo Ter Reg 4)) (Санкт Гален)
      - Щаб на Териториален регион 4 (Stab Territorialregion 4 (Stab Ter Reg 4))
      - Координационен пункт 4 (Koordinationsstelle 4 (KS 4))
      - кантонални териториални щабове за връзка (kantonale Territorialverbindungsstäbe)
      - Батальон за командна поддръжка 24 (Führungsunterstützungsbataillon 24 (FU Bat 24))
      - Батальон за помощ при бедствия и катастрофи 4 (Katastrophenhilfebataillon 4 (Kata Hi Bat 4))
      - Батальон за помощ при бедствия и катастрофи 23 (Katastrophenhilfebataillon 23 (Kata Hi Bat 23))
      - Военен оркестър на Териториален регион 4 (Spiel Territorialregion 4 (Spiel Ter Reg 4))
- Заместник-комендант на СВ (Stellvertreter Kommandant Heer (Stv KdtH)):
  - 20-и Батальон за командна поддръжка (Bataillon d'aide au commandement 20) (фр.) 
  - Бронирана бригада 1 (Brigade blindée 1) (фр.)
    - Щаб на Бронирана бригада 1 (l'état-major de la brigade blindée 1) (VD) 
    - Батальон за командна поддръжка 1 (Bataillon d'aide au commandement 1) (VD) 
    - Танков батальон 12 (Bataillon de chars 12) (BE) 
    - Танков батальон 17 (Bataillon de chars 17) (GE) 
    - Танков батальон 18 (Bataillon de chars 18) (VD) 
    - Пехотен батальон 16 (Bataillon d'infanterie 16) (BE) 
    - Разузнавателен батальон 1 (Bataillon d'exploration 1) (NE)
    - Артилерийски дивизион 1 (Groupe d'artillerie 1) (VD)
    - Инженерен батальон 2 (Bataillon de génie 2) (NE)

  - Бронирана бригада 11 (Panzerbrigade 11) (нем.)
    - Щаб на Бронирана бригада 11 (Stab Panzerbrigade 11) (Stab Pz Brig 11)
    - Батальон за командна поддръжка 11 (Führungsunterstützungsbataillon 11 (FU Bat 11))
    - Танков батальон 13 (Panzerbataillon 13 (Pz Bat 13))
    - Танков батальон 14 (Panzerbataillon 14 (Pz Bat 14))
    - Танков батальон 29 (Panzerbataillon 29 (Pz Bat 29))
    - Пехотен батальон 61 (Infanteriebataillon 61 (Inf Bat 61))
    - Разузнавателен батальон 11 (Aufklärungsbataillon 11 (Aufkl Bat 11))
    - Артилерийски дивизион 16 (Artillerie Abteilung 16 (Art Abt 16))
    - Брониран сапьорен батальон 11 (Panzersappeurbataillon 11 (Pz Sap Bat 11))

  - Пехотна бригада 2 (Infanteriebrigade 2) (фр.)
    - Щаб на Пехотна бригада 2 (l'état-major de la brigade d'infanterie 2) 
    - Батальон за командна поддръжка 2 (Bataillon d'aide au commandement 2 (Bat aide cdmt 2)) 
    - Пехотен батальон 13 (Infanteriebataillon 13 (Inf Bat 13)) (нем.) 
    - Пехотен батальон 19 (Bataillon d'infanterie 19 (Bat inf 19)) 
    - Батальон карабинери 1 (Bataillon de carabiniers 1 (Bat car 1)) 
    - Батальон карабинери 14 (Bataillon de carabiniers 14 (Bat car 14)) 
    - Разузнавателен батальон 2 (Bataillon d'exploration 2 (Bat expl 2)) 
    - Артилерийски дивизион 54 (Artillerieabteilung 54 (Art Abt 54)) (нем.) 

  - Пехотна бригада 5 (Infanteriebrigade 5) (нем.)
    - Щаб на Пехотна бригада 5 (Stab Infanteriebrigade 5 (Stab Inf Bde 5)) (Аарау, Ааргау) 
    - Батальон за командна поддръжка 5 (Führungsunterstützungsbataillon 5 (FU Bat 5)) (AG) 
    - Разузнавателен батальон 4 (Aufklärungsbataillon 4 (Aufkl Bat 4)) (SО) 
    - Разузнавателен батальон 5 (Aufklärungsbataillon 5 (Aufkl Bat 5)) (OW) 
    - Пехотен батальон 11 (Infanteriebataillon 11 (Inf Bat 11)) (SO) 
    - Пехотен батальон 20 (Infanteriebataillon 20 (Inf Bat 20)) (LU) 
    - Пехотен батальон 56 (Infanteriebataillon 56 (Inf Bat 56)) (AG) 
    - Пехотен батальон 97 (Infanteriebataillon 97 (Inf Bat 97)) (BS) 
    - Артилерийски дивизион 10 (Artillerieabteilung 10 (Art Abt 10)) (SO) 

  - Планинска пехотна бригада 9 (Brigata fanteria di montagna 9) (ит.) (Белиндзона, Тичино)
    - Щаб на Планинска пехотна бригада 9 (Stato maggiore della Brigata fanteria di montagna 9) (ит.) 
    - Батальон за командна поддръжка 9 (Battaglione aiuto condotta 9) (ит.) 
    - Планински пехотен батальон 7 (Bataillon d'infanterie de montagne 7) (фр.) 
    - Планински пехотен батальон 17 (Gebirgsinfanteriebataillon 17) (нем.) 
    - Планински пехотен батальон 29 (Gebirgsinfanteriebataillon 29) (нем.) 
    - Планински пехотен батальон 30 (Battaglione fanteria montagna 30) (ит.) 
    - Планински пехотен батальон 48 (Gebirgsinfanteriebataillon 48) (нем.) 
    - Артилерийски дивизион 49 (Gruppo artiglieria 49) (ит.) 

  - Планинска пехотна бригада 12 (Gebirgsinfanteriebrigade 12) (нем.)
    - Щаб на Планинска пехотна бригада 12 (Stab Gebirgsinfanteriebrigade 12 (Stab Geb Inf Bde 12)) (Chur) (GR)
    - Батальон за командна поддръжка 12 (Führungsunterstützungsbataillon 12 (FU Bat 12))
    - Пехотен батальон 65 (Infanteriebataillon 65 (Inf Bat 65))
    - Пехотен батальон 70 (Infanteriebataillon 70 (Inf Bat 70))
    - Планински пехотен батальон 77 (Gebirgsinfanteriebataillon 77 (Inf Bat 77))
    - Планински пехотен батальон 85 (Gebirgsinfanteriebataillon 85 (Inf Bat 85))
    - Батальон планински стрелци 6 (Gebirgsschützenbataillon 6 (Geb S Bat 6))

  - Пехотна бригада 7 (резервна) (Infantriebrigade 7 (Inf Brig 7 (Miliz)) (Винтертур, Санкт Гален)[3]
    - Щаб на Пехотна бригада 7 (резервна) (Stab Infantriebrigade 7 (Inf Brig 7 (Miliz)) 
    - Батальон за командна поддръжка 7 (Führungsunterstützungsbataillon 7 (FU Bat 7)) (нем.) (Санкт Гален) 
    - Брониран гренадирски батальон 8 (Panzergrenadierbattalion 8 (Pz Gren Bat 8)) (нем.) (Ааргау) 
    - Брониран гренадирски батальон 28 (Panzergrenadierbattalion 28 (Pz Gren Bat 28)) (нем.) (Шафхаузен) 
    - Пехотен батальон 54 (Infantriebattalion 54 (Inf Bat 54)) (нем.) (Базел) 
    - Пехотен батальон 60 (Infantriebattalion 60 (Inf Bat 60)) (нем.) (Ааргау) 
    - Пехотен батальон 73 (Infantriebattalion 73 (Inf Bat 73)) (нем.) (Тургау) 
    - Планински пехотен батальон 72 (Gebirgsinfanteriebataillon 72 (Geb Inf Bat 72)) (нем.) (Швиц) 
    - Планински пехотен батальон 91 (Gebirgsinfanteriebataillon 91 (Geb Inf Bat 91)) (нем.) (Граубюнден) 
    - Разузнавателен батальон 7 (Aufklärungsbataillon 7 (Aufkl Bat 7)) (нем.) (Санкт Гален) 
    - Разузнавателен батальон 9 (Aufklärungsbataillon 9 (Aufkl Bat 9)) (нем.) (Ааргау) 
    - Разузнавателен батальон 12 (Aufklärungsbataillon 12 (Aufkl Bat 12)) (нем.) (Граубюнден) 
    - Артилерийски дивизион 47 (Artillerieabteilung 47 (Art Abt 47)) (нем.) (Тургау) 

  - Планинска пехотна бригада 10 (резервна) (Brigade d'infanterie de montagne 10 (Brig inf mont 10 (Milice)) (Сан Морис, Вале) (фр./ нем.)[4]
    - Щаб на 10-а Планинска пехотна бригада (резервна) (l'état-major de la brigade d'infanterie de montagne 10 (Milice)) (Вале) 
    - Батальон за командна поддръжка 10 (Bataillon d'aide au commandement 10) (фр./ нем.) (Вале) 
    - Батальон за командна поддръжка 4 (Führungsunterstützungsbataillon 4 (FU Bat 4)) (нем.) (Золотурн) 
    - Танков батальон 15 (Bataillon de chars 15 (Bat chars 15)) (фр./ нем.) (Фрибур) 
    - Танков батальон 20 (Panzerbattalion 20 (Pz Bat 20)) (нем.) (Базел-окръг)
    - Пехотен батальон 24 (Bataillon d'infanterie 24 (Bat inf 24)) (фр.) (Юра)
    - Пехотен батальон 36 (Infantriebattalion 36 (Inf Bat 36)) (нем.) (Берн)
    - Стрелкови батальон 5 (Schützenbataillon 5 (S Bat 5)) (нем.) (Базел-окръг)
    - Планински пехотен батальон 8 (Bataillon d'infanterie de montagne 8 (Bat inf mont 8)) (фр.)(Во)
    - Планински пехотен батальон 10 (Bataillon d'infanterie de montagne 10 (Bat inf mont 10)) (фр./ нем.) (Вале)
    - Разузнавателен батальон 10 (Bataillon d'exploration 10 (Bat expl 10)) (фр./ нем.) (Вале)
    - Артилерийски дивизион (Artillerieabteilung 32 (Art Abt 32)) (нем.) (Базел-окръг) 
    - Артилерийски дивизион (Groupe d'artillerie 41 (Gp art 41)) (фр./ нем.) (Женева)

  - Компетентен център за военна музика (Kompetenzzentrum Militärmusik)

### Военновъздушни сили (Luftwaffe)
По време на Студената война организацията на Швейцарската армия следва плана за развитие на силите „Армия 61“ (Аrmee 61), според който военновъздушните ѝ сили са едни от най-многобройните в Европа. Въпреки това те не са отделен вид въоръжени сили. Северната по-равнинна половина от територията на швейцария е разделена в три зони на отговорност, всяка със свой полеви армейски корпус (Feldarmeekorps (FAK 1, FAK 2, FAK 4)). В Южната алпийска част от територията (фактически покриваща над 50% от общата територия на страната) е развърнат 3-ти Планински армейски корпус (Gebirgsarmeekorps 3 (Geb AK 3)). Военната авиация административно представлява съвкупност от два отделни рода войски, събирателно наричани Авиационни и противовъздушни войски (Flieger- und Fliegerabwehrtruppen (FF Trp)), а оперативно е организирана пети армейски корпус, равен по статус с 1-ви, 2-ри и 4-ти Полеви армейски корпуси и 3-ти Планински армейски корпус. Следвайки швейцарската военна доктрина за отразяване на външна агресия чрез даване на забавящи сражения на евентуалния противник и поетапно изтегляне на Швейцарската армия във високопланински укрепени редути, от които да изтощи вражеските съединения и да организира контраатака, авиационният корпус има две различни организации – мирновременна и военновременна. В мирно време активна е само малка част от състава на бойната авиация, осигуряваща охраната на въздушното пространство. Тя е организирана в „Ескадра за наблюдение“ (Überwachungsgeschwader, с щаб в авиобаза Дюбендорф), включваща:
- 16-а Авиационна ескадрила (Fliegerstaffel 16) с изтребител-прехващачи Mirage IIIS в авиобаза Щанс-Буохс
- 17-а Авиационна ескадрила (Fliegerstaffel 17) с изтребител-прехващачи Mirage IIIS в авиобаза Пайерн
- 1-ва Авиационна ескадрила (Fliegerstaffel 1) с леки изтребители F-5E в авиобаза Туртман
- 11-а Авиационна ескадрила (Fliegerstaffel 11) с леки изтребители F-5E в авиобаза Алпнах
- 10-а Авиационна ескадрила (Fliegerstaffel 10) с разузнавателни Mirage IIIRS в авиобаза Сион
- в мирно време на подчинение на Ескадрата за наблюдение влизат и ескадрила за теглене на въздушни цели за обучение на ПВО, групата за правителствен авиотранспорт и авиоспасителните задачи на вертолетната авиация, прикрепена иначе към армейските корпуси и учебно-бойни подразделения.

Значителен брой ескадрили изтребители и изтребител-бомбардировачи са част от милицията и се мобилизират три-четири пъти в годината за учения от военновременните им авиобази. След края на Студената война Швейцарската армия започва да съкращава щата си предвид намалялата опасност от пълномащабен военен конфликт в Европа. Голяма част от авиобазите са закрити, а повечето летателни апарати са снети от въоръжение. Преди всичко това са последните DeHavilland Vampire и Venom, използвани като учебно и тренировъчни, както и Hawker Hunter, изпълняващи ролята на изтребител-бомбардировачи в Швейцарските ВВС. Функциите на първите са поети от специализираните реактивни УТС British Aerospace Hawk, а на вторите – от модернизирани Northrop F-5E/F Tiger. Грижата, която швейцарците полагат за своята армия и сериозността, с която приемат националната си отбрана ясно е демонстрирана от решението за замяната на остарелите френски изтребител-прехващачи Mirage IIIS, когато на референдум в началото на 1990-те години населението гласува за най-скъпия, но и най-високоефективния кандидат McDonnel Douglas F/A-18C/D Hornet. С приемането на плана за реформа на въоръжените сили Армия 95 (Armee 95) Въздушните войски и войските за ПВО най-сетне получават статус на отделен вид въоръжени сили, изравнен със сухопътните войски и първоначално получават наименованието Flugwaffe, а малко по-късно то е променено на актуалното традиционно немскоезично Luftwaffe. По-късно за замяна на Aerospatiale SA.330J Puma и допълване на по-модерния им вариант AS.332B Super Puma са поръчани модерните средни транспортно-десантни вертолети Eurocopter AS.532UL Cougar, a учебната авиация от турбовитлови самолети местно производство на фирмата Pilatus Aircraft Ltd., представена от самолети Pilatus PC-7 преминава дълбока модернизация и е допълнена от по-модерните Pilatus PC-9 и Pilatus PC-21.
Но днес Швейцарските ВВС са изправени пред сериозни проблеми, свързани с намаляващия бюджет и все по-негативното настроение на населението относно разходите за отбрана, подклаждано и от гражданската инициатива „За една Швейцария без армия“ (Für eine Schweiz ohne Armee), която определя за своя цел цялостното премахване на швейцарските въоръжени сили. Летателните часове на пилотите намаляват, редица авиобази се закриват и прехвърлят за цивилно ползване, стига се до парадокси като този мисиите по „еър полисинг“ да се изпълняват в обичайното работно време от понеделник до петък между 9:00 и 17:00 часаа, свързани с трудовото законодателство. Това става скандално известно на широката общественост след особено унизителния случай от 17 февруари 2014 г., когато Boeing 767-300ER на Етиопските авиолинии извършващ редовен полет от Адис Абеба до Милано – Малпенса с междинно кацане на летище Рим – Фиумичино (Ethiopian Airlines Flight 702), е отвлечен от втория пилот над Судан, навлиза нерегламентирано в швейцарското въздушно пространство, кръжи в него, докато вторият пилот настоява пред кулата в Женева за разрешение за кацане и предоставяне на политическо убежище и каца без разрешение на международното летище Женева – Коантрен едва след като остава с десетминутен горивен запас. Случаят предизвиква сериозен политически отзвук в Конфедерацията, което принуждава Шефът на Армията корпусен комендант Андре Блатман (самият той боен пилот) и Шефът на ВВС корпусен комендант Алдо Шеленберг да признаят, че намаляващите ресурси, отделяни за отбрана правят невъзможно изпълнението на функциите на ВВС в тяхната цялостност. Двамата адресират актуалните проблеми, свързани преди всичко с комплектоването с личен състав, нуждата от подготовка за замяната на застаряващите въпреки скорошните им модернизации многоцелеви изтребители F/A-18C/D Hornet и острата нужда от закупуване на заместник на морално остарелите F-5E/F, чиито двигатели дават чести откази и в които са открити сериозни пукнатини в конструкцията, причинени от умора на материала, свързана с напредналата им възраст. Въпреки това на референдум за закупуването на шведски модерни леки изтребители Saab JAS 39 Gripen, проведен само 3 месеца след случая с етиопския Боинг на 18 май 2014 г., 53,4% от шведските гласоподаватели отхвърлят сделката.

#### Организация
Днес основните авиобази на Швейцарските ВВС са пет – основни изтребителни авиобази са немскоезичната Майринген и френскоезичната Пайерн, основна въздушнотранспортна авиобаза е немскоезичната Алпнах, основна учебна и авиоремонтна авиобаза е немскоезичната Емен, а основната авиобаза за начално обучение и за безпилотни летателни апарати е италианоезичната Локарно. На тяхно подчинение са второстепенни авиобази и военнивременни летища, но техните функции са все по-затихващи. Операциите на изтребители от една от основните авиобази – немскоезичната авиобаза Дюбендорф са прекратени преди години, а през 2016 г. същата съдба ще сподели и френскоезичната авиобаза Сион, която ще бъде прехвърлена изцяло на гражданските власти за цивилна експлоатация.
- Комендант на военновъздушните сили (Kommandant Luftwaffe) (корпусен комендант (KKdt) Алдо Шеленберг)[8]
- служби, подчинени директно на Коменданта
- Щаб на военновъздушните сили (Luftwaffenstab)
  - три учебни подразделения:
    - Учебно подразделение „Летателен състав“ 31 (Lehrverband Flieger 31)* 
    - Командване и щаб на Учебно подразделение „Летателен състав“ 31 (Kommando und Stab Lehrverband Flieger 31) (Пейерн) 
    - Командване Авиационно подофицерско/ новобранско училище 81 (Kommando Flieger Unteroffiziersschule / Rekrutenschule 81 (Flieger UOS/RS 81)) (полкови (ескадрен) еквивалент) (Пейерн) 
    - Командване Специализирано обучение / офицерско училище 82 (Kommando Flieger Verbandsausbildung / Offiziersschule 81 (Flieger VBA/OS 82)) (батальонен (ескадрилен) еквивалент) (Пейерн)
      - Център Специализирано обучение 82 (Verbandsausbildung Flieger 82) 
      - Офицерско училище 82 (Offiziersschule Flieger 82) 
      - Център за технически курсове на Учебно подразделение „Летателен състав“ 31 (Technische Lehrgänge LVb Flieger 31) 

    - (Командване на парашутните училища 83 (Kommando Fallschirmaufklärerschulen 83) заедно с Учебния център за специални сили става основа за създаването на Командването на специалните сили (полкови еквивалент на директно подчинение на Генералния щаб)) 
    - Командване Безпилотни летателни апарати 84 (Drohnen Kommando 84)
      - Ескадрила безпилотни летателни апарати 7 (Drohnenstaffel 7 (DStf 7)) (Емен) – ADS-95 Ranger 

    - Командване Пилотско училище на ВВС 85 (Kommando Pilotenschule der Luftwaffe 85 (Kdo Pil S LW 85)) (полкови (ескадрен) еквивалент) (Пейерн)
      - Учебна ескадрила 16 (Ausbildungsstaffel 16 (АusbStf 16)) (Пейерн) – F-5F
      - Въздушнодемонстрационна ескадрила „Швейцарски патрул“ (Patrouille Suisse) (Емен) – F-5E 
      - Пилотско училище (Pilotenschule) (Емен) – PC-21 
      - Ескадрила за буксиране на въздушни цели (Zielflugstaffel 12 (ZFlStf 12)) (Емен) – PC-9 
      - Ескадрила за инструментални полети 14 (Instrumentenflugstaffel 14 (InstFlStf 14)) (Емен) – PC-7 (NC) 
      - Новобранско пилотско училище (Pilotenrekrutenschule) (Локарно) – PC-7 (NC)
        - Въздушнодемонстрационна авиогрупа „PC-7 Team“ (PC-7 Team) (Локарно) – PC-7 (NC) 

    - Учебно подразделение „Противовъздушна отбрана“ 33 (Lehrverband Flab 33)*
      - Командване и щаб на Учебно подразделение „Противовъздушна отбрана“ 33 (Емен) 
      - Командване за ПВО във всякакви метеорологични условия (Kdo Allwetterflab GWA) (Емен) (обучава на ЗАУ, РЛС Skyguard и ЗРК Рапира) 
      - Командване за ПВО в прости метеорологични условия (Kdo Sichtwetterflab GWA) (Пейерн) (обучава на ПЗРК Стингър) 
      - Мобилен зенитно-ракетен дивизион 4 (Mobile Fliegerabwehr Lenkwaffen Abteilung 4 (mob Flab Lwf Abt 4) (ЗРК Рапира) 
      - Мобилен зенитно-ракетен дивизион 11 (Mobile Fliegerabwehr Lenkwaffen Abteilung 11 (mob Flab Lwf Abt 11) (ЗРК Рапира) 
      - Среден зенитно-артилерийски дивизион 32 (Groupe de défense contre avions mediane 32 (Gr DCA m 32)) (фр.)(нем.) (35 mm ЗАУ, РЛС SKYGUARD) 
      - Среден зенитно-артилерийски дивизион 34 (Mittlere Fliegerabwehr Abteilung 34 ((M Flab Abt 34)) (нем.) (35 mm ЗАУ, РЛС SKYGUARD) 
      - Среден зенитно-артилерийски дивизион 52 (Groupe de défense contre avions mediane 52 (Gr DCA m 52)) (фр.) (35 mm ЗАУ, РЛС SKYGUARD) 
      - Среден зенитно-артилерийски дивизион 45 (резервен) (Mittlere Fliegerabwehr Abteilung 45 (M Flab Abt 45) (Miliz) (нем.) (35 mm ЗАУ, РЛС SKYGUARD) 
      - Лек зенитно-ракетен дивизион 1 (Groupe de défense contre avions leger 1 (Gr DCA L 1) (ПЗРК Стингър)
      - Лек зенитно-ракетен дивизион 5 (Leichte Fliegerabwehr Lenkwaffen Abtreilung 5 (L Flab Lwf Abt 5) (ПЗРК Стингър) 
      - Лек зенитно-ракетен дивизион 7 (Leichte Fliegerabwehr Lenkwaffen Abtreilung 7 (L Flab Lwf Abt 7) (ПЗРК Стингър) 
      - Лек зенитно-ракетен дивизион 10 (Groupe de défense contre avions leger 10 (Gr DCA L 10) (ПЗРК Стингър) 
      - Лек зенитно-ракетен дивизион 9 (резервен) (Leichte Fliegerabwehr Lenkwaffen Abteilung 9 (L Flab Lwf Abt 9) (Miliz) (ПЗРК Стингър) 

    - Учебно подразделение „Командна поддръжка“ 30 (Lehrverband Führungsunterstützung 30)*
      - Командване и щаб на Учебно подразделение „Командна поддръжка“ 30 (Дюбендорф) 
      - Офицерско училище за командна поддръжка 30 (Führungsunterstützungsoffiziersschule 30 (FU OS 30) (Бюлах) (полкови еквивалент) 
      - Училища за свръзка и командна поддръжка 61 (Übermittlungs- und Führungsunterstützungs-Schulen 61 (Uem/FU Schulen 61)) (Фрауенфелд) (полкови еквивалент) 
      - Училище за ретранслация 62 (Richtstrahlschule 62 (RiStrlS 62)) (Клотен) (полкови еквивалент) 
      - Училище за радиоелектронна война 64 / Учебен компетентен център за РЕВ на Армията (EKF Schule 64 / Ausbildungskompetenzzentrum EKF der Armee) (Тун) (полкови еквивалент) 
      - Училища за командна поддръжка на ВВС 95 (Schulen für Führungsunterstützung der Luftwaffe (FULW S 95)) (Дюбендорф) (полкови еквивалент) 

  - За разлика от сухопътните войски учебните подразделения на ВВС включват както учебни, така и оперативни войскови части
- Оперативно командване на ВВС (Einsatz Luftwaffe)
  - Оперативна централа на ВВС (Operationszentrale der Luftwaffe) 
  - Авиомедицински институт (Fliegerärztlichen Institut (FAI)) 
  - Командвания на авиобази (Flugplatzkommandos) 
  - Всяко командване на авиобаза включва щаб, оперативно подразделение и подразделение за летищна поддръжка. Всяко летищно командване има основна оперативна база и поне една второстепенна авиобаза. Така командването в Майринген отговаря за Авиогрупата за правителствен транспорт на международното летище Берн-Белп, командването в Емен отговаря и за военновременната авиобаза Щанс-Буохс, летищното командване в Локарно отговаря и за запасната авиобаза Магадино-Лодрино, командването в Алпнах отговаря и за авиационните операции от авиобаза Дюбендорф, а след като изтребителната авиоескадра на командването в Сион по принцип оперира от Пейерн и с разформироването на Летищно командване 14 Сион през 2016 г. Сион ще стане военновременно летище на Пайерн. Оперативните авиационни подразделения са подчинени на летищните командвания, а през тях на Оперативното командване на ВВС. За разлика от германските ВВС (Луфтвафе), в които ескадрата е полкови, а ескадрилата – батальонен еквивалент, в швейцарската военна организационна система ескадрата е батальонен, а ескадрилата ротен еквивалент, въпреки значително по-големия офицерски състав в редиците им. Това е по традиционни причини, защото авиационните ескадрили в Швейцария са именувани първоначално авиационни роти (Fliegerkompanien). Учебните авиационни подразделения са подчинени на Учебно подразделение „Летателен състав 31“ и неговите училища: 
  - Летищно командване 13 Майринген (Flugplatzkommando 13 Meiringen)
    - Щаб (Stab Flplkdo 13 Meiringen) 
    - Авиобаза Майринген
      - 13-а Авиоескадра (Fliegergeschwader 13)
        - Авиоескадрила 17 (Escadrille aérienne 17) – F/A-18C/D 
        - Авиоескадрила 6 (Escadrille aérienne6) – F-5E 
        - Авиационна рота 13 (Fliegerkompanie 13 (FlKomp 13)) (авиотехническа рота) 

      - 13-о Летищно подразделение (Flugbetrieb 13) 

    - Международно летище Берн – Белп
      - Въздушнотранспортна служба на Съюза (Lufttransportdienst des Bundes (LTDB)) – Falcon 900EX, Ce.560 (предстои замяна с PC-24), Beech 1900, EC635VIP 

  - Летищно командване 11 Пейерн (Base aérienne 11 Payerne)
    - Щаб (EM BA 11 Payerne) 
    - Авиобаза Пейерн (Aérodrome militaire de Payerne)
      - 11-а Авиоескадра (Escadre aérienne 11)
        - Авиоескадрила 17 (Escadrille aérienne 17) – F/A-18C/D 
        - Авиоескадрила 6 (Escadrille aérienne 6) – F-5E 
        - Авиационна рота 11 (Compagnie aérienne 11 (Cie aér 11)) (авиотехническа рота) 

      - 14-а Авиоескадра (Escadre aérienne 14)
        - Авиоескадрила 18 (Escadrille aérienne 18) – F/A-18C/D 
        - Авиоескадрила 19 (Escadrille aérienne 19) – F-5E 
        - Авиационна рота 14 (Compagnie aérienne 14 (Cie aér 14)) (авиотехническа рота) 

      - 1-ва Авиотранспортна ескадра (Escadre de transport aérien 1)
        - Авиотранспортна ескадрила 1 (Escadrille de transport aérien 1) – AS532UL, AS332M-1, EC635P2+ 
        - Авиотранспортна ескадрила 5 (Escadrille de transport aérien 5) – AS532UL, AS332M-1, EC635P2+ 
        - Авиотранспортна рота 1 ((Compagnie de transport aérien 1) (Cie tr aér 1)) (авиотехническа рота) 

      - 11-о Летищно подразделение (Flugbetrieb 11) 

    - Авиобаза Сион (Aérodrome militaire de Sion)
      - 14-а Авиоескадра (Fliegergeschwader 14) (оперира от Пейерн) 
      - 14-о Летищно подразделение (Flugbetrieb 14) 

  - Летищно командване 7 Емен (Flugplatzkommando 7 Emmen)
    - Щаб (Stab Flplkdo 7 Emmen) 
    - Авиобаза Емен
      - Авиотранспортна ескадрила 7 (Lufttransport Staffel 7 (LTStf 7)) (Pilatus Porter) – PC-6B2/H2 
      - останалите авиационни подразделения са подчинени на Командване Пилотско училище на ВВС 85 
      - Авиационна рота 7 (Fliegerkompanie 7 (FlKomp 7)) (авиотехническа рота)
      - Емен е предна оперативна авиобаза за изтребителните ескадрили

    - Авиобаза Щанс – Буохс

  - Летищно командване 4 Локарно (Base aerea 4 Locarno)
    - Щаб (SM BA 4 Locarno) 
    - Авиобаза Локарно 
    - авиационните подразделения са подчинени на Командване Пилотско училище на ВВС 85 
    - Авиационна рота 4 (Companiа aérеа 4 (Co aér 4)) (авиотехническа рота)
    - Локарно е предна оперативна авиобаза за изтребителните и авиотранспортните ескадрили за Югоизточна Швейцария (южните склонове на Алпите)

  - Летищно командване 2 Алпнах (Flugplatzkommando 2 Alpnach)
    - Щаб (Stab Flplkdo 2 Alpnach) 
    - Авиобаза Алпнах (Militärflugplatz Alpnach)
      - 2-ра Авиотранспортна ескадра (Lufttransportgeschwader 2)
        - Авиотранспортна ескадрила 6 (Lufttransportstaffel 6 (LTStf 6)) – AS532UL, AS332M-1, EC635P2+ 
        - Авиотранспортна ескадрила 8 (Lufttransportstaffel 8 (LTStf 8)) – AS532UL, AS332M-1, EC635P2+ 
        - Въздушнотранспортна рота 2 (Lufttransportkompanie 2 (LTKomp 2)) (авиотехническа рота) 

      - 2-ро Летищно подразделение (Flugbetrieb 2) 

    - Авиобаза Дюбендорф (Militärflugplatz Dübendorf)
      - 3-та Авиотранспортна ескадра (Lufttransportgeschwader 3)
        - Авиотранспортна ескадрила 3 (Lufttransportstaffel 3 (LTStf 3)) – AS532UL, AS332M-1, EC635P2+ 
        - Авиотранспортна ескадрила 4 (Lufttransportstaffel 4 (LTStf 4)) – AS532UL, AS332M-1, EC635P2+ 
        - Въздушнотранспортна рота 3 (Lufttransportkompanie 3 (LTKomp 3)) (авиотехническа рота)

### База за командна поддръжка (Führungsunterstützungsbasis(FUB))
След края на Втората световна война свързочните части на Швейцарската армия са консолидирани (преди това всеки род войски има свои свързочни подразделения), без обаче да са консолидирани в свързочни войски. Формално са включени в състава на инженерните войски (Genietruppen). През 1950 г. началникът на инженерните войски отправя препоръка към федералния парламент за обособяването на свързочниците в единна централизирана структура. Така на 1 януари 1951 г. е формиран „Отдел за свързочните войски“ (Abteilung für Übermittlungstruppen (AUEM)) с личен състав от 28 души. Към 1978 г. Отделът на свързочните войски включва 300 души професионални военни, а резервистите от Милицията, мобилизирани за учения и във военно време достигат 30 000 души. През 1979 г. Отделът е реформиран във „Федерална служба за свръзка“ (Bundesamt für Übermittlung (BAUEM)).
С военната реформа от 1995 г. Федералната служба за свръзка е включена в състава на новосформирания Генерален щаб като „Подгрупа за командна поддръжка“ (Untergruppe Führungsunterstützung (UG FU)). Войските и учебните центрове са отделени и така новата структура включва по-малко от 150 души. В рамките на следващата радикална реорганизация на силите от 2004 г. (Армия XXI (Armee XXI)) на 1 януари 2005 г. е формирана Базата за командна поддръжка (Führungsunterstützungsbasis (VBS)), в която са включени оперативните подразделения на бившата „Федерална служба за свръзка“ (BAUEM) без учебните центрове.

#### Организация
- Шеф на База за командна поддръжка (Chef Führungsunterstützungsbasis (CFUB), дивизионер Жан-Пол Теле
  - Отдел „Клиентски мениджмънт, щаб, архитектура/ проекти/ развитие на инфраструктурата на базата“ (Kundenmanagement, Stab, Architektur / Projekte / Entwicklung Basisinfrastruktur) 
  - Отдел „Операции“ (Operations) 
  - Отдел „Работни системи“ (Arbeitsplatzsysteme) 
  - Отдел „Системи за индустриално и ресурсно планиране“ ((Enterprise Resource Planning Systems) 
  - Отдел „Комуникационни и специализирани системи“ (Komm- & Fachsysteme) 
  - Център за електронни операции (тоест РЕВ) (Zentrum elektronische Operationen (ZEO)) 
  - Командване за обучение и оперативни задачи / Бригада за командна поддръжка 41 (Kommando Ausbildung und Einsätze / Führungsunterstützungsbrigade 41)
    - Щаб на Бригада за командна поддръжка 41 (Stab Führungsunterstützungsbrigade 41 (Stab FU Brig 41)) 
    - Батальон за командна поддръжка 41 (Führungsunterstützungsbataillon 41 (FU Bat 41)) 
    - Щабен батальон 11 (Hauptquartierbataillon 11 (HQ Bat 11)) 
    - Щабен батальон 22 (Hauptquartierbataillon 22 (HQ Bat 22)) 
    - Щабен батальон 25 (Hauptquartierbataillon 25 (HQ Bat 25)) 
    - Щабен батальон 27 (резервен) (Hauptquartierbataillon 27 (Reserve) (HQ Bat 27 (R)) 
    - Радиорелеен батальон 4 (Richtstrahlbataillon 4 (Ristl Bat 4)) 
    - Радиорелеен батальон 16 (Richtstrahlbataillon 16 (Ristl Bat 16)) 
    - Радиорелеен батальон 17 (Richtstrahlbataillon 17 (Ristl Bat 17)) 
    - Радиорелеен батальон 19 (Richtstrahlbataillon 19 (Ristl Bat 19)) 
    - Радиорелеен батальон 20 (Richtstrahlbataillon 20 (Ristl Bat 20)) 
    - Радиорелеен батальон 21 (Richtstrahlbataillon 21 (Ristl Bat 21)) 
    - Радиорелеен батальон 32 (Richtstrahlbataillon 32 (Ristl Bat 32)) 
    - Радиорелеен батальон 22 (резервен) (Richtstrahlbataillon 22 (Reserve) (Ristl Bat 22 (R)) 
    - Радиорелеен батальон 23 (резервен) (Richtstrahlbataillon 23 (Reserve) (Ristl Bat 23 (R)) 
    - Дивизион за радиоелектронна война 46 (Elektronische Kriegführungsabteilung 46 (EKF Abt 46)) 
    - Дивизион за радиоелектронна война 51 (Elektronische Kriegführungsabteilung 51 (EKF Abt 51)) 
    - Дивизион за радиоелектронна война 52 (Elektronische Kriegführungsabteilung 52 (EKF Abt 52)) 
    - Дивизион за радиоелектронна война 54 (резервен) (Elektronische Kriegführungsabteilung 54 (Reserve) (EKF Abt 54 (R))

### Логистичната база на Армията (Logistikbasis der Armee(LBA))
- Шеф на Логистичната база на Армията (Chef Logistikbasis der Armee (CLBA), дивизионер Томас Кайзер)
  - Отдел „Логистика, Управление на логистиката, системен мениджмънт“ (LOGISTIK@V, Logistikführung, Systemmanagement)
  - Отдел „Системи, материали и инфраструктура“ (Systeme, Material und Infrastruktur)
  - Отдел „Санитарно дело / Главен лекар“ (Sanität / Oberfeldarzt)
  - Армейска аптека (Armeeapotheke)
  - Логистична бригада 1 (Logistikbrigade 1)
    - Командване на Логистична бригада 1 (Kommando Logistikbrigade 1)
    - Щаб на Логистична бригада 1 (Stab Logistikbrigade 1)
    - Батальон за командна поддръжка 15 (Führungsunterstützungsbataillon 41 (FU Bat 15))
    - Медицински батальон 2 (Bataillon hôpital 2 (Bat hôp 2)) (фр.)
    - Медицински батальон 5 (Spitalbataillon 5 (Spit Bat 5)) (нем.)
    - Медицински батальон 66 (Spitalbataillon 66 (Spit Bat 66)) (нем.)
    - Медицински батальон 75 (Spitalbataillon 75 (Spit Bat 75)) (нем.)
    - Медицински батальон 7 (резервен) (Spitalbataillon 7 (Reserve) (Spit Bat 7 Res))
    - Медицински батальон 9 (резервен) (Spitalbataillon 9 (Reserve) (Spit Bat 9 Res))
    - Санитарен логистичен батальон 81 (Sanitätslogistikbataillon 81 (San Log Bat 81)) (нем.)
    - Батальон за санитарна поддръжка 81 (Sanitätsupportbataillon 9 (San Sup Bat 9)) (нем.)
    - Логистичен батальон 21 (Bataillon logistique 21 (Bat log 21)) (фр.)
    - Логистичен батальон 51 (Logistikbаtaillon 51 (Log Bat 51))
    - Логистичен батальон 52 (Logistikbаtaillon 52 (Log Bat 52))
    - Логистичен батальон 101 (Logistikbаtaillon 101 (Log Bat 101))
    - Логистичен батальон 61 (резервен) (Logistikbаtaillon 61 (Reserve) (Log Bat 61 Res))
    - Логистичен батальон 62 (резервен) (Logistikbаtaillon 62 (Reserve) (Log Bat 62 Res))
    - Логистичен батальон 121 (резервен) (Logistikbаtaillon 121 (Reserve) (Log Bat 121 Res))
    - Батальон за логистична поддръжка 61 (Logistiksupportbataillon 61 (San Sup Bat 61)) (нем.)
    - Батальон за транспорт и контрол на движението (Verkehrs- und Transportbataillon 1 (VT Bat 1)) (нем./ фр.)
    - Инфраструктурен батальон 1 (Infrastrukturbataillon 1 (Infra Bat 1)) (нем.)
    - Инфраструктурен батальон 2 (резервен) (Infrastrukturbataillon 2 (Reserve) (Infra Bat 2 Res))

  - Армейски логистичен център Отмарзинген (Armeelogistikcenter Othmarsingen)
  - Армейски логистичен център Хинвил (Armeelogistikcenter Hinwil)
  - Армейски логистичен център Тун (Armeelogistikcenter Thun)
  - Армейски логистичен център Монтеченери (Armeelogistikcenter Monteceneri)
  - Армейски логистичен център Гройей (Armeelogistikcenter Grolley)
  - Санитарен директорат (Sanität)
  - Спомагателен директорат (Supportleistungen)
  - Директорат за домакинска поддръжка на военните бази (Standortdienstleistungen)
  - Център за електронни медии (Zentrum elektronische Medien)
  - Служба за автомобилен транспорт и корабоплаване (Strassenverkehrs- und Schiffahrtsamt der Armee)

### Висше кадрово обучение на Армията (Höhere Kaderausbildung der Armee(HKA))
- Комендант на Висшето кадрово обучение на Армията (Kommandant Höhere Kaderausbildung der Armee (Kdt HKA), дивизионер Даниел Рубати)
  - Генералщабна академия (Generalstabsschule) 
  - Централно висше военно училище (Zentralschule) 
  - Военна академия към Федералния технически университет в Цюрих (Militärakademie an der ETH Zürich (MILAK)) 
  - Професионална подофицерска школа на Армията (Berufsunteroffiziersschule der Armee (BUSA))

## Военни звания
Широко разпространено, но и твърде погрешно, е твърдението, че Швейцарската армия не включва генерали в мирно време. То произхожда от факта, че в мирно време действително няма висши командни офицери с военно звание генерал (или популярно наричано „генерал с четири звезди“ по отличителните знаци на пагоните), а при обявяване на военна мобилизация на съвместно закрито заседание двете камари на швейцарския парламент избират висш офицер, когото произвеждат в това звание със задачата да ръководи отбраната на страната. През XX век има два такива случая:
- Улрих Виле (1848 – 1925), ръководил отбраната по време на Първата световна война (на действителна военна служба със звание генерал от 1914 до 1918 г.)
- Анри Гизан (1874 – 1960), ръководил отбраната по време на Втората световна война (на действителна военна служба със звание генерал от 1939 до 1945 г.)

Швейцарската армия няма традиционните англо- и немскоезични звания Генерал-лейтенант, Генерал-майор и Бригаден генерал или традиционните френскоезични „генерал на корпус“, „генерал на дивизия“ и „генерал на бригада“. Въпреки това има свои собствени военни звания, които са тяхно пряко съответствие:
| Висши офицерски звания                       | Висши офицерски звания | Висши офицерски звания | Висши офицерски звания | Висши офицерски звания | Висши офицерски звания |
| Пагони (на парадната и на полевата униформа) | Швейцарско звание | Германско съответствие | Френско съответствие | Италианско съответствие | Английско съответствие |
| -------------------------------------------- | --- | --- | --- | --- | --- |
|                                              | Генерал (Gen) (General) (нем.) (général) (фр.) (generale) (ит.) (generale) (ретором.) - (единствено във военно време) | Генерал (General) | Генерал на армия (Généralе d'armée) | Генерал на армейски корпус със специални правомощия (Generale di Corpo d’Armata con incarichi speciali) - (също както и в Швейцарската - армия, в Италианската армия званието Генерал е запазено за военно време) | Генерал (General) |
|                                              | Корпусен комендант (KKdt) (Korpskommandant) (нем.) (commandant de corps) (фр.) (comandante di corpo) (ит.) (cumandant da corp) (ретором.) | Генерал-лейтенант (Generalleutnant) | Генерал на армейски корпус (Général de corps d'armée ) | Генерал на армейски корпус (Generale di Corpo d’Armata) | Генерал-лейтенант (Lieutenant General) |
|                                              | Дивизионер (Div) (Divisionär) (нем.) (divisionnaire) (фр.) (divisionari) (ит.) (divisiunari (ретором.) | Генерал-майор (Generalmajor) | Генерал на дивизия (Général de division) | Генерал на дивизия (Generale di Divisione) | Генерал-майор (Major General) |
|                                              | Бригадир (Br) (Brigadier) (нем.) (brigadier) (фр.) (brigadiere) (ит.) (brigadier) (ретором.) | Бригаден генерал (Brigadegeneral) | Генерал на бригада (Général de brigade) | Генерал на бригада (Generale di Brigata) | Бригаден генерал (Brigadier General) |
| Старши офицерски звания                      | | | | | |
|                                              | Полковник (или Полковник от ГЩ) (Oberst) (Oberst) (нем.) (Oberst im Generalstab) (Oberst i Gst.) (нем.) (colonnel) (col) (фр.) (colonnello) (col) (ит.) (colonel) (col) (ретором.)                                                             | Полковник (или Полковник от ГЩ) (Oberst) (Oberst) (Oberst im Generalstab) (Oberst i Gst.)                                                                         | Полковник (colonnel) (col) | Полковник (colonnello) (col) | Полковник (Colonel) (Col) |
|                                              | Подполковник (или Подполковник от ГЩ) (Oberstleutnant) (Oberstlt) (нем.) (Oberstleutnant im Generalstab) (Oberstlt i Gst) (нем.) (lieutenant colonel) (lt col) (фр.) (tenente colonello) (lt col) (ит.) (litinent colonel) (lt col) (ретором.) | Подполковник (или Подполковник от ГЩ) (Oberstleutnant) (Oberstlt) (Oberstleutnant im Generalstab) (Oberstlt i Gst)                                                | Подполковник (lieutenant colonel) (lt col) | Подполковник (tenente colonello) (lt col) | Подполковник (Lieutenant-colonel) (Lt-col.) |
|                                              | Майор (Major) (Maj) (нем.) (major) (maj) (фр.) (maggiore) (magg) (ит.) (maior) (mai) (ретором.) | Майор (Major) (Maj) | Комендант (Commandante) (com) | Майор (maggiore) (magg) | Майор (Major) (Maj) |
| Младши офицерски звания                      | | | | | |
|                                              | Капитан (Hauptmann) (Hptm) (нем.) (capitaine) (cap) (фр.) (capitano) (cap) (ит.) (chapitani) (chap) (ретором.) | Капитан (Hauptmann) (Hptm) | capitaine (cap) | capitano (cap) | Капитан (Captain) |
|                                              | Старши лейтенант (Oberleutnant) (Oblt) (нем.) (premiere lieutenant) (plt) (фр.) (primo tenente) (I ten) (ит.) (primlitenent) (plt) (ретором.)                                                                                                  | Старши лейтенант (Oberleutnant) (Oblt) | Старши лейтенант (premiere lieutenant) (plt) | Старши лейтенант (primo tenente) (I ten) | Лейтенант (Lieutenant) (Lt) |
|                                              | Лейтенант (Leutenant) (Lt) (нем.) (lieutenant) (lt) (фр.) (tenente) (ten) (ит.) (litenent) (lt) (ретором.) | Лейтенант (Leutenant) (Lt) | Лейтенант (lieutenant) (lt) | Лейтенант (tenente) (ten) | Лейтенант (Second Lieutenant) (2 Lt) |
|                                              | Офицер специалист (Fachoffizier) (Fach) (нем.) (officier spécialiste) (of spec) (фр.) (ufficiale specialista) (uff spec) (ит.) (uffizier spezialist) (uff spez) (ретором.)                                                                     | Няма еквивалент. Това е подофицер, който не е преминал офицерско обучение, но поради специалните си познания е присъединен към офицерския състав на дадена мисия. | Няма еквивалент. Това е подофицер, който не е преминал офицерско обучение, но поради специалните си познания е присъединен към офицерския състав на дадена мисия. | Няма еквивалент. Това е подофицер, който не е преминал офицерско обучение, но поради специалните си познания е присъединен към офицерския състав на дадена мисия.                                                 | Няма еквивалент. Това е подофицер, който не е преминал офицерско обучение, но поради специалните си познания е присъединен към офицерския състав на дадена мисия. |
| Щабни подофицерски звания                    | | | | | |
|                                              | Главен адютант Chefadjutant (Chefadj) adjudant-chef (adj chef) aiutante capo (aiut capo) schefadjutant (schefadj) | Oberstabsfeldwebel | | | Warrant officer class 1 |
|                                              | Старши адютант Hauptadjutant (Hptadj) adjudant-major (adjm) aiutante maggiore (aiut magg) adjutant principal (adj prin) | Oberstabsfeldwebel | | | Warrant officer class 1 |
|                                              | Щабен адютант Stabsadjutant (Stabadj) adjudant d'état-major (adjut EM) aiutante di stato maggiore (aiut SM) adjutant da stab (adj S) | Oberstabsfeldwebel | | | Warrant officer class 1 |
|                                              | Адютант подофицер Adjutant Unteroffizier (Adj Uof) adjudant sous-officier (adj sof) aiutante sottufficiale (aiut suff) adjutant sutuffizier (adj suff)                                                                                         | Stabsfeldwebel | | | Warrant officer class 2 |
| Старши подофицерски звания                   | | | | | |
|                                              | Hauptfeldweibel (Hptfw) sergent-major chef (sgtm chef) sergente maggiore capo (sgtm capo) capoprimsergent (cpsgt) | Hauptfeldwebel (Oberfähnrich – курсант) | | | First sergeant (SFC) |
|                                              | Fourier (Four) fourrier (four) furiere (fur) furier (fur) | Oberfeldwebel (Fähnrich – курсант) | | | Quartermaster sergeant (QMS) |
|                                              | Feldweibel (Fw) sergent-major (sgtm) sergente maggiore (sgtm) primsergent (psgt) | Feldwebel | | | Master sergeant (SSgt) |
| Младши подофицерски звания                   | | | | | |
|                                              | Старши сержант Oberwachtmeister (Obwm) sergent-chef (sgt chef) sergente capo (sgt capo) caposergent (csgt) | Stabsunteroffizier (Fаhnenjunker – курсант) | | | Sergeant (Sgt) |
|                                              | Сержант Wachtmeister (Wm) sergent (sgt) sergente (sgt) sergent (sgt) | Unteroffizier | | | Sergeant (Sgt) |
|                                              | Ефрейтор Korporal (Kpl) caporal (cpl) caporale (cpl) corporal (cpl) | Oberstabsgefreiter Stabsgefreiter | | | Corporal (Cpl) |
| Войнишки звания                              | | | | | |
|                                              | Войник I клас (Obergefreiter) (Obrgf) (нем.) (appointé-chef) (app chef) (фр.) (appuntato capo) (app capo) (ит.) (primappuntà) (primapp) (ретором.)                                                                                             | Hauptgefreiter Obergefreiter | | | Private 1st Class (PFC) |
|                                              | Войник II клас (Gefreiter) (Gef) (нем.) (appointé) (app) (фр.) (appuntato) (app) (ит.) (appuntà) (app) (ретором.) | Gefreiter | | | Private (PTE) |
|                                              | Войник (Soldat) (Sdt) (нем.) (soldat) (sdt) (фр.) (soldato) (sdt) (ит.) (schuldà) (sld) (ретором.) | Soldat | | | Soldier |
|                                              | Наборник (Rekrut) (Rekr) (нем.) (recrut) (recr) (фр.) (recluta) (recl) (ит.) (recrut) (recr) (ретором.) | | | | |